# Сиддики, Азиза
Азиза Сиддики (пушту عزيزه صديقي‎; род. 1983, Афганистан) — афганская активистка. Она была координатором по правам женщин в афганской неправительственной организации Action Aid, где проводила исследование положения сельских афганских женщин и рассказывала им об их правах, а также организовывала тренинги по принятию решений, несмотря на то, что ей угрожали за её работу.
Сиддики родилась в Афганистане, когда ей было восемь лет, из-за войны уехала в Пакистан, но вернулась в 2003 году, чтобы работать над защитой прав женщин. В 2007 году она получила Международную женскую премию за отвагу. Из-за последовавшей славы она не смогла благополучно вернуться в Афганистан и поэтому получила убежище в США.
В 2008 году она начала работать социальным работником в BIAS, Bi-lingual International Assistant Services, которая помогает пожилым иммигрантам и инвалидам, лицам, получившим убежище, и беженцам. В 2009 году Сиддики получила награду «Необычайный обычный человек года» (Extraordinary Ordinary Person of the Year) от Gitana Productions, которая продвигает разнообразие через искусство и художественное образование.